# 圣女婴孩耶稣德肋撒圣殿

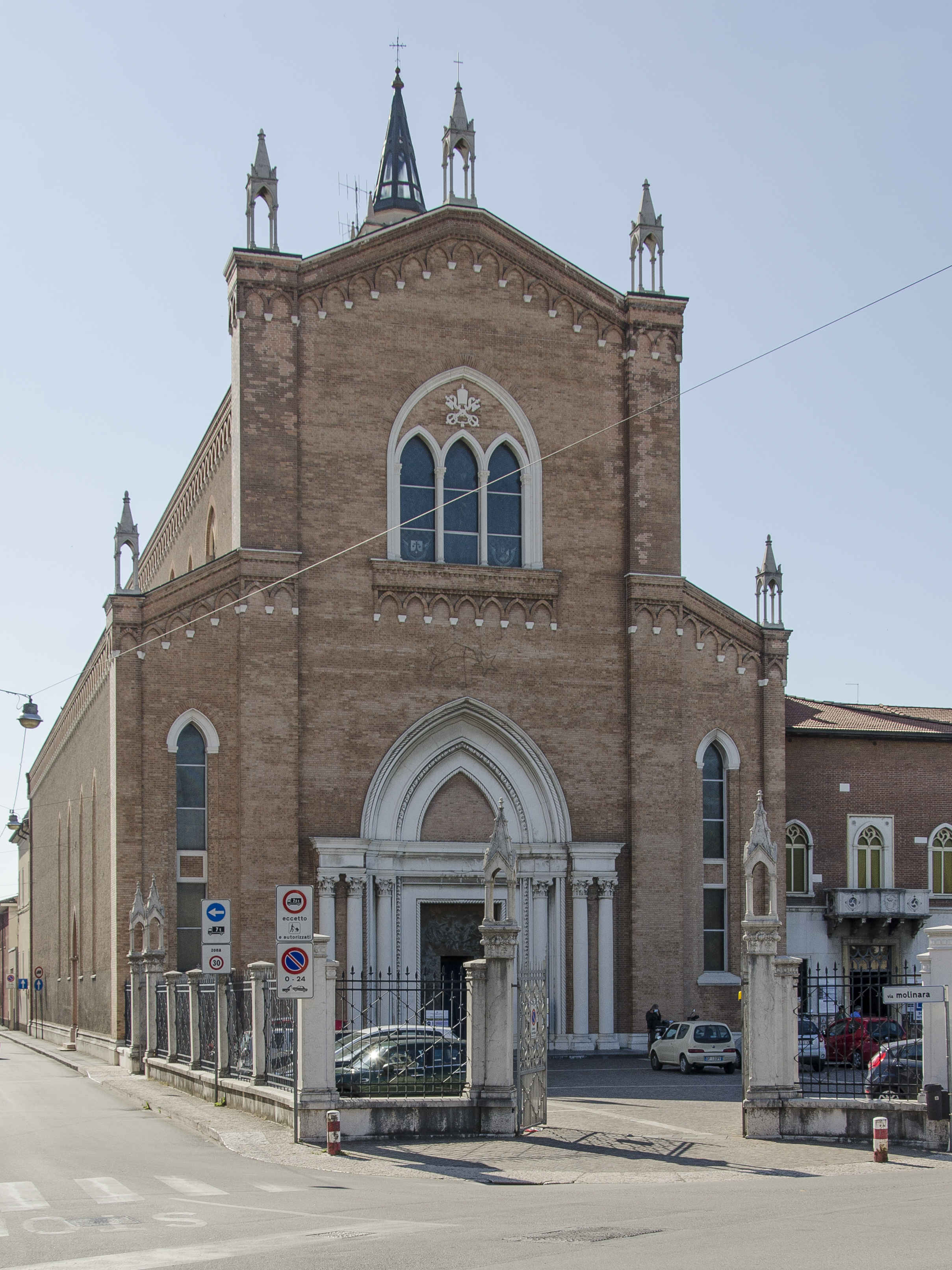

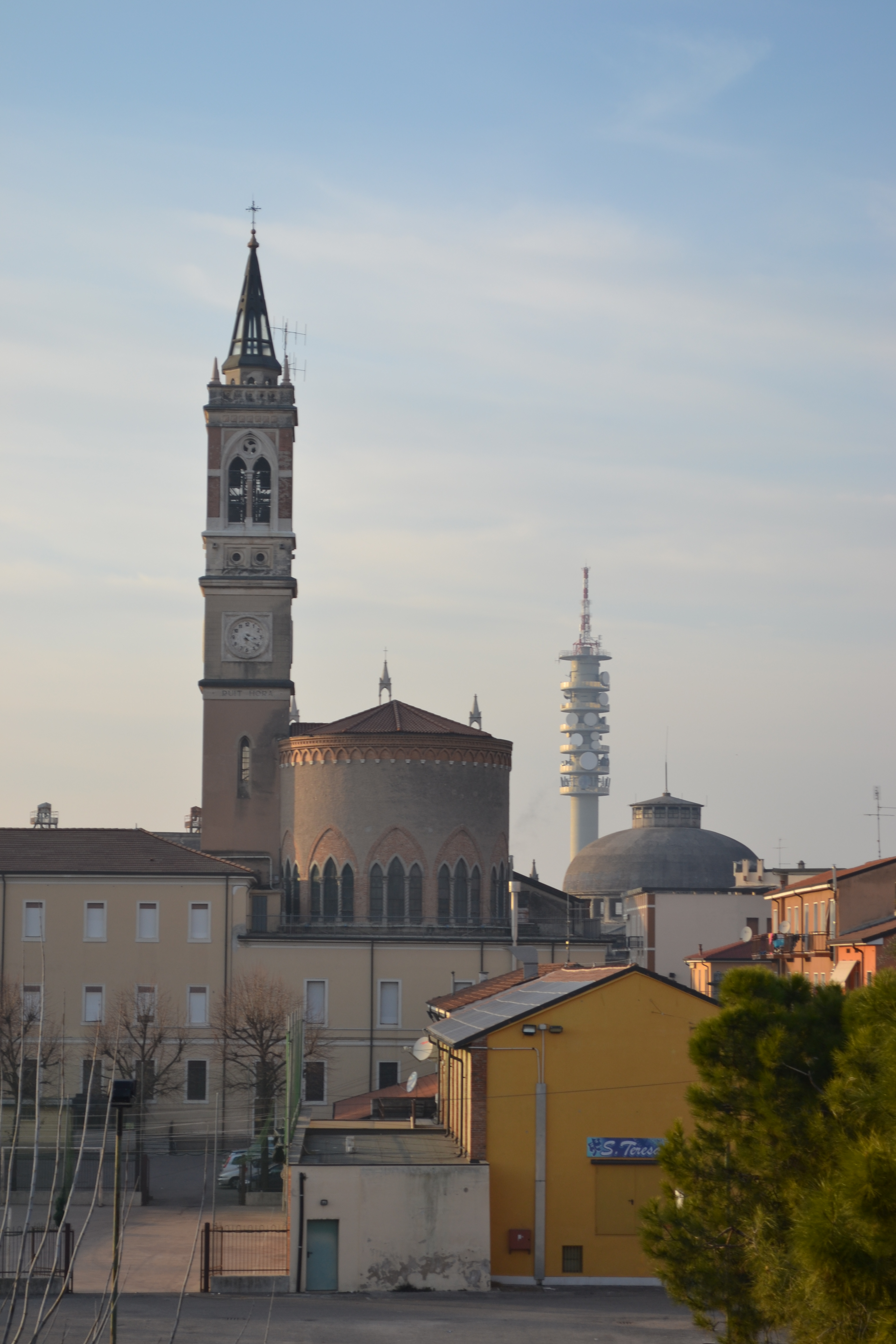

圣女婴孩耶稣德肋撒朝圣地圣殿（意大利语：Santuario di Santa Teresa di Gesù Bambino）是一座天主教朝圣地，位于意大利维罗纳南郊的罗马区，由加尔默罗会管理。教堂始建于1901年，于1904年竣工，第二年被祝圣。

## 历史
该堂于1901年7月29日奠基，1904年完工。1905年1月15日，维罗纳主教巴托洛梅奥·巴西里里枢机为教堂祝圣，最初供奉圣家。1938年4月26日，教宗庇护十一世将其提升为宗座圣殿。

## 建筑

### 外部
教堂的屋顶拥有两座哥特式尖顶。1968年，立面用砖覆盖，而钟楼于1955年完工。
大广场周围有一扇朴素优雅的锻铁大门，拥有白色大理石柱。广场中央有一座白色卡拉拉大理石的圣德肋撒雕像，周围环绕着玫瑰花床，来到圣殿的人向雕塑投掷玫瑰。
新哥特式钟楼形式精美，优美的钟声音乐会。它是由帕多瓦的达西亚诺·科尔巴奇尼公司于1955年铸造。 九口钟中最大的一个发E♭音, 直径为120厘米，重992公斤。

### 内部

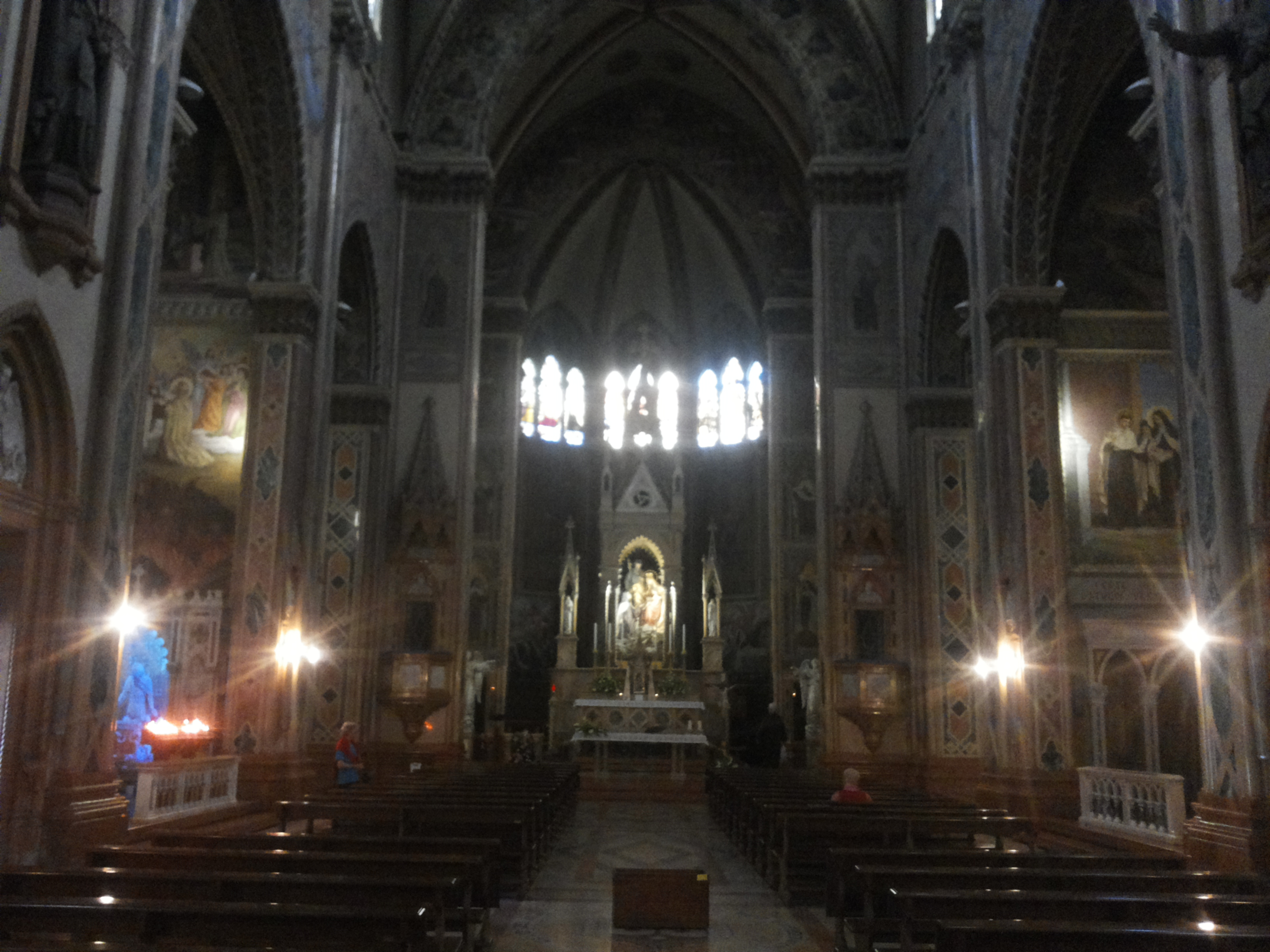
内部

1905年教堂祝圣时，这座建筑只有围墙，粗糙的天花板和混凝土地板，没有灰泥装饰，直到1922年至1923年，人们对德肋撒的崇拜开始蔓延。这座哥特式教堂的内部才以罕见的辉煌呈现在世人面前，拥有彩色大理石、雕塑、马赛克、窗户、绘画和装饰品。正立面背后的大墙上有一幅由佛罗伦萨的乌戈·巴杰里尼创作的湿壁画，描绘了加尔默罗的神化，以及圣女婴孩耶稣德肋撒的细节。在144平方米的墙壁上共描绘了220个人物。

#### 圣女婴孩耶稣德肋撒小堂
圣女婴孩耶稣德肋撒小堂是朝圣地的中心，里面装饰华丽。中心是一个坚固的青铜瓮，由四位天使举着。里面有一尊圣女的蜡像，描绘的是她最后一次呼吸的动作，凝视着崇拜她的朝圣者的人群。她手里拿着玫瑰，她的预言得到应验：“我死了以后，将要撒下玫瑰花雨。”德肋撒雕像身穿加尔默罗会会衣，她在利雪修道院里戴了几年的面纱，银丝制的圣骨匣里面有一个圣女的椎骨。